# Wagenhoff
Wagenhoff település Németországban, azon belül Alsó-Szászország tartományban. Lakosainak száma 1160 fő (2023. december 31.). Wagenhoff Wesendorf és Gifhorn községekkel határos.

## Népesség
A település népességének változása:
| Lakosok száma | 1209 | 1196 | 1170 | 1183 | 1176 | 1160 |
|               | 2016 | 2017 | 2019 | 2021 | 2022 | 2023 |